# Bobenheim am Berg
Bobenheim am Berg là một xã thuộc huyện Bad Dürkheim, trong bang Rheinland-Pfalz, phía tây nước Đức. Xã Bobenheim am Berg có diện tích 6,33 km², dân số thời điểm ngày 31 tháng 12 năm 2006 là 831 người.